# Macaulay Culkin
Pour les articles homonymes, voir Macaulay et Culkin.
Macaulay Culkin, né Macaulay Carson Culkin le 26 août 1980 à New York, est un acteur américain. Souvent considéré comme l'un des enfants acteurs les plus titrés des années 1990, il a été classé 2e sur la liste des « 100 plus grands enfants stars » de VH1.
Âgé de 8 ans, il commence sa carrière d'acteur en tant qu'enfant acteur, apparaissant dans les films Rocket Gibraltar (1988) et Oncle Buck (1989).
Macaulay Culkin obtient une popularité mondiale en tant qu'enfant acteur dans le rôle de Kevin McCallister dans les deux premiers films de la série de films Home Alone (1990 et 1992), pour lesquels il a été nommé pour le Golden Globe Award du meilleur acteur, film musical et comédie. Il a également joué dans les films My Girl (1991), The Good Son (1993), The Nutcracker (1993), Getting Even with Dad (1994), The Pagemaster (1994) et Richie Rich (1994).
Il reçoit son étoile sur le Hollywood Walk of Fame en 2023.

## Biographie

### Jeunesse
Macaulay Culkin est né en août 1980 dans l’arrondissement de Manhattan à New York, de Patricia Bentrup et Christopher Cornelius « Kit » Culkin.
Il est le troisième d'une fratrie de sept enfants, dont Shane Culkin (né en 1976), Dakota Ulissa Culkin (1979-2008), Kieran Culkin (né en 1982), Quinn Culkin (née en 1984), Christian Culkin (né en 1987) et Rory Culkin (né en 1989). Il a aussi une demi-sœur, Jennifer L. Adamson (1970-2000), née d'une première union de son père, Kit Culkin avec Adeena Zimmerman (Van Wagoner),. Ses frères Kieran Culkin et Rory Culkin, ainsi que sa sœur Quinn Culkin, sont eux aussi acteurs. Il est le neveu de l'actrice Bonnie Bedelia.
Macaulay Culkin a 56 % d'origines allemandes, 25 % d'origines norvégiennes et 13 % d'origines irlandaises.

### Carrière

#### Débuts
En 1984, à l'âge de 4 ans, Macaulay Culkin commence sa carrière, figurant dans une production de Bach Babies de l'orchestre philharmonique de New York. Il a continué à figurer dans des petits rôles, à la télévision et au cinéma pendant les années 1980. Durant cette période, il joue une victime d'enlèvement dans un épisode de la série d'action Equalizer. Il est aussi apparu dans le film L'Oncle Buck avec John Candy.

#### Enfant star des années 1990
En 1989, le scénariste-producteur John Hughes suggère à Chris Columbus de l'engager dans le rôle de Kevin dans son prochain film Maman, j'ai raté l'avion ! (Home Alone, 1990),, aux côtés de son frère cadet Kieran Culkin qui incarnait son cousin. Grâce au succès mondial de ce film, il devient, de 1990 à 1994, l'enfant-acteur le mieux payé de tous les temps (plusieurs millions de dollars par film). Il enchaîne ensuite plusieurs films grand public (My Girl, Maman, j'ai encore raté l'avion !, Richie Rich, Rends la monnaie, papa).

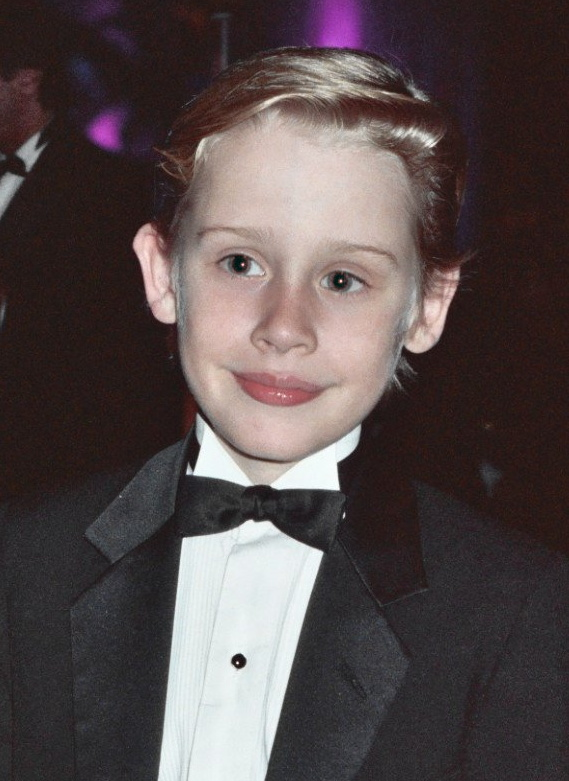
Macaulay Culkin en 1991.

En 1992, il accepte de reprendre son rôle de Kevin McCallister dans Maman, j'ai encore raté l'avion ! (1992), qui connaît le même immense succès que le premier volet.
Pendant ce temps, il a construit une relation d'amitié avec Michael Jackson, alors qu'il fait partie du clip Black or White en 1991. Après le clip, ils restent proches et Culkin considère le « Roi de la pop » comme son meilleur ami. Il est d'ailleurs le parrain de la fille du chanteur, Paris Jackson dont il est très proche et avec qui il est très protecteur.
Il a également joué dans la séquence intitulée Kid dans le Saturday Morning et a été accueilli sur le plateau de Saturday Night Live à la fin de l'année 1991.
Il est aussi apparu dans une version filmée de Casse-Noisette, en tenant le rôle-titre en 1993. Ce ballet en deux actes a été mis en scène par George Balanchine, en 1954 à New York.
En 1994, éprouvé par les pressions liées à sa carrière et aux conflits familiaux, il décide de mettre un terme à sa carrière d’acteur, interrompant ainsi ses activités pour une période de dix ans.

#### Carrière en retrait
La suite de la carrière de Macaulay Culkin n'égalera plus le succès des années 1990. Il n'apparait que ponctuellement au cinéma, à la télévision ou au théâtre, et rarement dans des premiers rôles.
En 1998, il apparaît pour la deuxième fois dans un clip, cette fois pour la chanson Sunday du groupe de rock Sonic Youth. En 2001, il apparaît au théâtre dans Madame Melville à Londres avec Irène Jacob.
En 2003, il revient à la comédie, semble-t-il par "amour du métier", son succès lors de son enfance l'ayant mis à l'abri du besoin. La même année, il fait une apparition dans la série Will et Grace, où il joue l'avocat novice de Karen Walker.
En 2004, il obtient un rôle dans le film Saved!, ayant pour co-vedettes Jena Malone, Mandy Moore, Eva Amurri, Heather Matarazzo ou encore Mary-Louise Parker, qui marque son grand retour au cinéma. Le film est un succès et rentabilisé deux fois.
En 2006, il publie une autobiographie sentimentale, Junior, où il raconte sa célébrité vécue enfant, les relations difficiles qu'il entretient avec son père. Il joue dans Sex and Breakfast, une comédie noire écrite et réalisée par Miles Brandman, et sortie en novembre 2007.
En 2009, il est très brièvement intervenu face au lutteur Chavo Guerrero dans un épisode de WWE Raw[réf. nécessaire].
En 2012, l'acteur loge chez Pete Doherty lorsqu'il est de passage à Paris. Un an plus tard, il décide finalement de s'installer à Paris.
Fin 2015, il apparaît dans la web-série DRYVRS de Jack Dishel, où il reprend son rôle de Kevin McCallister. En 2018, il apparaît en tant qu'invité dans un épisode spécial de Noël de The Angry Video Game Nerd ayant pour sujet les jeux vidéo sur la licence Maman, j'ai raté l'avion !. Il est également invité dans d'autres vidéos du même youtubeur. Également en 2018, il participe à plusieurs vidéos de la chaîne YouTube The Modern Rogue.
En 2019, il obtient un des rôles principaux du film de Seth Green intitulé Changeland, comprenant en vedette Brenda Song, qui sort le 7 juin aux États-Unis.

#### Retour
Le 26 février 2020, il rejoint la distribution principale de la dixième saison d'American Horror Story. C'est son premier retour vers une franchise à succès. Le 30 septembre 2022, il prête sa voix au long métrage d’animation à succès Entergalactic, porté par le rappeur Kid Cudi, et les acteurs  Timothée Chalamet et Vanessa Hudgens, qui est diffusé sur Netflix,.
En décembre 2023, 33 ans après Maman, j’ai raté l’avion !, il hérite d’une étoile sur le Walk of Fame.
En novembre 2024, il est annoncé au casting de la saison 2 de la série télévisée Fallout, adaptée de la saga de jeux vidéo du même nom.

### Vie privée

#### Emancipation
Durant les années 1990, les parents de Macaulay Culkin entament une bataille judiciaire concernant la gestion des revenus de leur fils, alors considéré comme une « poule aux œufs d’or » en raison de son succès dans l’industrie cinématographique.
Dans une interview, Macaulay Culkin a évoqué la relation avec son père, qui selon lui exerçait un contrôle strict sur sa vie, sélectionnant pour lui les rôles et lui imposant une pression quotidienne. Macaulay a décrit Kit Culkin comme « une mauvaise personne », précisant qu’il « était violent mentalement et physiquement ». En 1995, un incident a particulièrement marqué leur relation : Macaulay a contacté la police après avoir reçu une gifle de son père, en raison d’un conflit au sujet du rangement de sa chambre. Culkin a décrit plus tard son père, Christopher « Kit » Culkin, comme une personne jalouse, abusive, intéressée par l’argent et parfois violente.
La relation entre Macaulay Culkin et son père se détériore définitivement, et il déclare par la suite n’avoir plus eu de contact avec lui pendant 25 ans, y compris après la crise cardiaque de ce dernier en 2014. La séparation de ses parents survient en 1995, après le tournage du film Richie Rich. Une bataille pour la garde de Macaulay s’ensuit, ce dernier choisissant de vivre avec sa mère. Cependant, cette situation le conduit à demander son émancipation pour obtenir le contrôle de sa fortune, estimée alors à 17 millions de dollars.
Après la séparation, Kit Culkin, ancien acteur dont la carrière n’a pas connu le succès escompté, s’installe en Oregon en 1996 avec sa compagne Jeanette Krylowski. La rupture avec le reste de sa famille est définitive : les autres enfants de Kit et Patricia Brentrup cessent également tout contact avec leur père peu après la séparation, et n’ont, pour la plupart, plus revu leur père depuis 1995.

#### Addictions aux drogues
Le 17 septembre 2004, Culkin a été arrêté à Oklahoma City en possession de 17,3 g de marijuana et de deux substances contrôlées, à savoir 16 mg de Xanax et 32 mg de clonazepam. Il a été brièvement emprisonné à Oklahoma City, mais libéré sous caution. Il a ensuite été traduit en justice pour possession de drogue. Son procès (du 15 octobre 2004 au 9 juin 2005) ne l'a pas déclaré coupable mais, plus tard, celui-ci a reconnu sa culpabilité. Ses avocats ont trouvé un moyen de négocier avec l'État de l'Oklahoma et il a été condamné à un an de prison avec sursis, un stage de traitement de la toxicomanie et un dédommagement de 540 dollars.
Sa demi-sœur, Jennifer, est morte d'une overdose le 20 mai 2000 alors qu'elle était âgée de 29 ans. Sa grande sœur, Dakota, est morte à 29 ans, le 11 décembre 2008, après avoir été renversée par une voiture à Los Angeles.

#### Vie amoureuse
En 1998, il se marie avec Rachel Miner alors qu'ils sont tous deux âgés de 17 ans. Ils se séparent deux ans plus tard et leur divorce est finalisé en 2002. Il a été par la suite en couple avec l'actrice Mila Kunis pendant 8 ans de 2002 à 2010. Cette dernière a affirmé avoir trouvé difficile d'être en couple avec un enfant star ne pouvant notamment pas faire un pas dans la rue sans se voir arrêtés par des fans qui hurlaient et demandaient des autographes.
Il est en couple avec l'actrice Brenda Song depuis novembre 2017 et a déclaré lors d'une interview accordée à The Joe Rogan Experience le 7 août 2018 que Brenda est « la bonne » et qu'il ne serait pas contre l'envie d'avoir des « petits bébés asiatiques » avec sa bien-aimée.
Le 5 avril 2021, Macaulay et Brenda accueillent leur premier enfant, un garçon nommé Dakota Song Culkin.
Ils accueillent un deuxième enfant, un garçon, en décembre 2022. Le 7 janvier 2025, Brenda confirme lors d'une interview que leur deuxième fils s'appelle Carson.
Le 25 décembre 2018, Culkin avait annoncé qu'il avait l'intention de modifier légalement son second prénom (Carson) pour « Macaulay Culkin », après avoir effectué un vote sur son site Web, Bunny Ears, parmi un choix de quatre prénoms ; il s'appellerait donc « Macaulay Macaulay Culkin Culkin »,. Le 9 août 2019, plusieurs médias indiquent qu'il aurait effectivement modifié son second prénom, mais Macaulay annonce que le changement n'avait toujours pas été validé par un juge : « C'est un processus étonnamment difficile, mais oui, c'est en train de se faire. Je dois aller au tribunal pour le faire », a-t-il déclaré.

## Filmographie

### Cinéma
- 1988 : Rocket Gibraltar  de Daniel Petrie : Cy Blue Black
- 1989 : À demain, mon amour  de Alan J. Pakula : Billy Livingstone
- 1989 : Oncle Buck de John Hughes : Miles Russell
- 1990 : L'Échelle de Jacob d'Adrian Lyne : Gabe Singer
- 1990 : Maman, j'ai raté l'avion ! de Chris Columbus : Kevin McCallister
- 1991 : Ta mère ou moi de Chris Columbus : Billy Muldoon
- 1991 : My Girl  de Howard Zieff : Thomas J. Sennett
- 1992 : Maman, j'ai encore raté l'avion ! de Chris Columbus : Kevin McCallister
- 1993 : Le Bon fils de Joseph Ruben : Henry Evans
- 1993 : Casse-Noisette d'Emile Ardolino :  Casse-Noisette / le prince / le neveu de Drosselmeier
- 1994 : Rends la monnaie, papa de Howard Deutch : Timmy Gleason
- 1994 : Richard au pays des livres magiques de Joe Johnston et Pixote Hunt : Richard Tyler
- 1994 : Richie Rich de Donald Petrie : Richard "Richie" Rich Jr
- 2003 : Party Monster de Fenton Bailey et Randy Barbato : Michael Alig
- 2004 : Jerusalemski sindrom
- 2004 : Saved! de Brian Dannelly : Roland Stockard
- 2006 : Sex and Breakfast de Miles Brandman : James Fitz
- 2013 : Hokus pokus Alfons Åberg de Torill Kove : Viktor Åberg
- 2016 : Zoolander 2 de Ben Stiller : lui-même
- 2016 : Adam Green's Aladdin d'Adam Green : Ralph
- 2019 : Changeland de Seth Green : Dr Ian Gray
- 2022 : Entergalactic de Fletcher Moules : Downtown Pat (voix)

### Séries télévisées
- 2003 : Will et Grace : J. T. (saison 5, épisode 22)
- 2009 : Kings : Andrew Cross
- 2020 : Dollface : Dan Hackett
- 2021 : American Horror Story: Double Feature : Mickey (saison 10 - première partie)

### Web séries
- DRYVRS : Kevin McCallister
- Cinemassacre's Angry Video Game Nerd Episode 164 : Pizza Boy/Kevin McCallister
- Best of the Worst & Re:View RedLetterMedia (plusieurs épisodes)

### Clips
- Black or White de Michael Jackson en 1991
- All Alone On Christmas de Darlene Love en 1992
- Sunday de Sonic Youth en 1998

## Distinctions

### Récompenses
- 1991 : American Comedy Awards du meilleur acteur dans une comédie pour Maman, j'ai raté l'avion ! (Home Alone) (1990).
- 4e cérémonie des Chicago Film Critics Association Awards 1991 : Acteur le plus prometteur dans une comédie pour Maman, j'ai raté l'avion ! (Home Alone) (1990).
- 1991 : Young Artist Awards du meilleur jeune acteur dans une comédie pour Maman, j'ai raté l'avion ! (1990).
- 1992 : MTV Movie Awards du meilleur baiser partagé avec Anna Chlumsky dans une comédie dramatique pour My Girl (1992).

### Nominations
- 48e cérémonie des Golden Globes 1991 : Meilleur acteur dans un film musical ou une comédie pour Maman, j'ai raté l'avion ! (Home Alone) (1990).
- 1992 : MTV Movie + TV Awards du meilleure duo à l'écran avec Anna Chlumsky dans une comédie dramatique pour My Girl (1992).
- 1993 : MTV Movie + TV Awards du meilleur vilain pour Le Bon fils (1993).
- 1993 : Kids' Choice Awards de la meilleure performance masculine pour Maman, j'ai encore raté l'avion ! (1992).
- 15e cérémonie des Razzie Awards 1995 : Pire acteur dans une comédie pour Rends la monnaie, papa (1994), dans une comédie d'animation pour Richard au pays des livres magiques (1994) et dans une comédie pour Richie Rich (1994).
- 1995 : The Stinkers Bad Movie Awards du pire acteur dans une comédie pour Rends la monnaie, papa (1994), dans une comédie d'animation pour Richard au pays des livres magiques (1994) et dans une comédie pour Richie Rich (1994).

## Voix francophones
En France, Boris Roatta a été la voix de Macaulay Culkin, notamment dans les films Maman, j'ai raté l'avion !. À la suite de son décès accidentel en 1994, plusieurs comédiens se sont succédé pour le doubler.
Au Québec, Sébastien Thouny l'a doublé à trois reprises.
En France
| - Boris Roatta (*1980 - 1994) dans : - Maman, j'ai raté l'avion ! - Maman, j'ai encore raté l'avion ! - Le Bon Fils - Rends la monnaie, papa - Hervé Rey dans : - American Horror Story (série télévisée) - Entergalactic (voix) | - Alexis Tomassian dans : - My Girl - Dollface (série télévisée) Et aussi - Brigitte Lecordier dans Wish Kid (voix) - Hugo Harrison dans Richard au pays des livres magiques - Raphaël Delfe dans L'Oncle Buck - Selim Mouhoubi dans Richie Rich - Vincent de Boüard dans Kings (série télévisée) - Jim Redler dans The Righteous Gemstones (série télévisée) |

Au Québec
Note : La liste indique les titres québécois.
- Sébastien Thouny dans :
  - L'Été de mes onze ans
  - Le Bon Fils
  - Richard et le Secret des livres magiques

Et aussi
- Martin Pensa dans Richie Rich